# Čikla (Bela) slap
Čikla (Bela) slap je slap na potoku Čikla, v globoki skalni grapi. To je štiri stopenjski slap na nadmorski višini približno 910 m, višina slapa je okoli 20 m, morda tudi več (?). Do slapa ni nobene steze z nobene strani. Najbližja steza je steza po skalnem grebenu te grape in sicer po vzhodni strani, to je stara opuščena steza Krnica - Matičkov rovt.
video : SLAP ČIKLA :
1. ↑  Ciril Svetina (10. april 2018), Slap Čikla info, pridobljeno 10. aprila 2018